# Пак Дюн Гер
Пак Дюн Гер, другие варианты — Пак Дюн-Гер, Пак Дюнгер (1913 года, село Свободное, Ольгинский уезд, Приморская область, Российская империя — дата смерти неизвестна) — звеньевой колхоза имени Димитрова Нижне-Чирчикского района Ташкентской области, Узбекская ССР. Герой Социалистического Труда (1951).

## Биография
Родился в 1913 году в крестьянской семье в селе Свободное Ольгинского уезда.
В 1929 году окончил 6 классов местной неполной школы. С 1930 года трудился в колхозе «Интернационал» Ольгинского района. В 1937 году депортирован на спецпоселение в Ташкентскую область, Узбекская ССР. С 1937 года — рядовой колхозник, звеньевой полеводческого звена в колхозе имени Димитрова Нижне-Чирчикского района.
В 1950 году звено Пак Дюн Гера собрало в среднем по 99,5 центнеров зеленцового стебля кенафа с каждого гектара на участке площадью 12 гектаров. Указом Президиума Верховного Совета СССР от 17 июля 1951 года удостоен звания Героя Социалистического Труда с вручением ордена Ленина и золотой медали «Серп и Молот».
Неоднократно участвовал во Всесоюзной сельскохозяйственной выставке в Москве (1954, 1955).
В 1965 году вышел на пенсию. Персональный пенсионер союзного значения. Позднее проживал в Якутской АССР. 
Дата смерти не установлена.